# Titus (cómic)
Titus es un personaje ficticio que aparece en los cómics estadounidenses publicados por Marvel Comics.

## Historial de publicación
Titus apareció por primera vez en Nova vol. 5 # 1 y fue creado por Jeph Loeb y Ed McGuinness.

## Historia
Titus es un tigre blanco extraterrestre sin nombre que fue miembro de los Supernovas, una rama de operaciones negras del Cuerpo Nova. Sirvió con Jesse Alexander (el padre de Sam Alexander), Mister Z'zz, The Phlish y algunos otros Supernovas.
Tras la deserción de Jesse Alexander, Titus fue atacado por los Chitauri que condujo a la pérdida del ojo derecho de Titus y el brazo lo que le hace reemplazar sus partes faltantes con la cibernética. Después de haber servido al Chitauri durante varios años, Titus llegó a la Tierra en busca del casco Nova de Jesse Alexander.
Titus se encuentra con Sam Alexander diciéndole que él había matado a su padre. Esto no es cierto, porque Jesse Alexander está encerrado por los Chitauri. Cuando Titus se encuentra con Sam, que amenaza no sólo a él, pero todo lo que tiene un alto precio a él a cambio del Nulificador Supremo que le robó a su nave. Sam recupera su casco de Titus y los dos llevan al espacio exterior, esperando la falta de oxígeno para matar a Titus. Cuando ese plan falla. Sam lleva a cabo al Nulificador Supremo y le dice a Titus para tomar sus fuerzas y salir. Titus y Sam entonces luchan por la pistola y Sam accidentalmente lo activa matando a Titus y toda una flota de Chitauri.
Titus se revela más tarde de haber sobrevivido cuando él y la Cabeza de Muerte emboscan a Sam y Richard Rider en Knowhere.

## Poderes y Habilidades
Como parte del Cuerpo Nova, Titus empuña un arma Nova y puede respirar en el espacio exterior.

## En otros medios

### Televisión
- Titus aparece en la tercera temporada de Ultimate Spider-Man, expresado por JB Blanc:[5]
  - En el episodio 13, "El regreso de los Guardianes de la Galaxia", Fue miembro de los Nova Corps, hasta que los traicionó en algún momento y formó una alianza con los Chitauri. Cuando Titus descubrió que había un Casco Nova restante en la Tierra ejercido por Sam Alexander, envió a sus fuerzas para recuperarla. Titus luchó contra Spider-Man cuando estaba ayudando a Nova y los Guardianes de la Galaxia. Fue derrotado por Nova y llevado por los Guardianes de la Galaxia, mientras que los Chitauri restantes escaparon.
  - En el episodio 26, "Concurso de Campeones, parte 4”, el Gran Maestro utilizó a Titus, el Doctor Octopus, Hombre Absorbente y Skurge para que ataquen al Capitán América y Hawkeye. Luego de que Titus fuera derrotado por Spider-Man.

- Titus aparece en Guardians of the Galaxy, expresado de nuevo por JB Blanc:[5][6]
  - En la primera temporada, el episodio "Orígenes", Titus estuvo presente con Rhomann Dey, cuando Drax el Destructor se entregó al Cuerpo Nova. En el episodio 4, "Toma el Milano y huye", los Guardianes de la Galaxia se encontraron con Titus en la estación espacial Cojuncción, después de que se estrelló el Milano. El Gran Maestro logró convencer a Titus de no detenerlos. Titus más tarde atrapa a Star-Lord y Gamora que terminaron en una pelea en el club nocturno de Lunatik. Lunatik como Titus habla de tomar medidas desde la pelea se produjo en su club. Cuando Rocket Raccoon desactivará el campo de fuerza alrededor del estadio, Titus y los miembros de los Nova Corps con él, convergieron. Tras la derrota del Gran Maestro, es echado cerca de Titus, que comenta: "Esto no va a permanecer en la conjunción". Los Guardianes de la Galaxia a continuación, dejan Conjunción como Star-Lord le dice a Titus "nosotros tampoco." En el episodio 5, "La Semilla en el Interior", Titus persigue a los Guardianes de la Galaxia en otro planeta y es engañado para chocar con un asteroide. Mientras que en el planeta, Titus consigue en reparar su nave, como es testigo de Groot infectado por el hongo parásito. Durante en la lucha de los Guardianes de la Galaxia con un Groot poseído, Titus se contacta con los Nova Corps para la aprobación del uso de un misil anti-materia. A pesar de que se le negó, Titus aún quería usarlo lo que llevó a Drax el Destructor redirigir el misil anti-materia al meteoro que lleva el hongo parásito. Mientras que en su nave, Titus enfrentó a los Guardianes de la Galaxia a su detención y se vio obligado a abandonar cuando los locales del planeta, amenazaron con tomar una posición. En el episodio 6, "Juegos Encubiertos", Titus logra capturar a los Guardianes de la Galaxia de infiltrarse en el cuartel general de los Nova Corps en Xandar. Él decide que ahorrará tiempo de estar presos en Kyln, a cambio de que los Guardianes de la Galaxia se infiltraran en el Orden Negro con el fin de evitar en la búsqueda de un arma peligrosa. Durante la lucha de los Guardianes de la Galaxia con el Orden Oscuro en otro planeta sobre el arma universal que se utilizó anteriormente por Ronan el Acusador, Titus apareció y atacó a ambos grupos para que pueda dar el arma universal al Coleccionista. Esto llevó a una tregua temporal entre los Guardianes de la Galaxia y el Orden Negro para mantener el arma universal de ser reclamado por Titus. Star-Lord pudo registrar su confesión de unirse a los Nova Corps de involucrarse con el mercado negro y lo reenvía a los Nova Corps. Titus es derrotado por los Guardianes de la Galaxia y posteriormente es arrestado por los Nova Corps como él promete vengarse de Star-Lord.
  - En la segunda temporada, episodio 10, "Sólo un Bebé", el desenfrenado Casco Nova Centurion provoca una fuga masiva en la prisión como Titus escapa y afirma que confrontará cabeza contra los Guardianes de la Galaxia que tienen a Warlock en su poder. Titus pelea contra los Guardianes de la Galaxia que los lleva al planeta Onateyac como Titus intenta usar a Warlock para destruirlos. Cuando la gema de Warlock se vuelve oscura, que hace desaparecer a Titus. En el episodio 19, "No Siempre Obtienes lo que Quieres", se ve de cameo que está vivo y capturado por el Alto Evolucionador.

### Videojuegos
- Titus aparece en Marvel: Avengers Alliance 2.[7]